# Резнір Олена Миколаївна
Оле́на Микола́ївна Резнір (* 1978) — українська гандболістка. Майстер спорту міжнародного класу, багатократна чемпіонка України.

## З життєпису
Народилася 1978 року у місті Москва.
З 1995 по 2007 рік виступала за Мотор (жіночий гандбольний клуб, Запоріжжя). Багаторазова чемпіонка України в складі команди «Мотор», володарка Кубка України, володарка Кубка володарів кубків європейських клубів.
Срібна призерка молодіжної першості (1991), срібна призерка чемпіонату Європи (2001).
Разом з чоловіком переїхала до Німеччини і ненадовго завершила гандбольну кар'єру. У січні 2008 року перейшла з позиції напівсередньої правої крайньої, приєднався до клубу німецької Бундесліги «HSG Sulzbach/Leidersbach». Контракт було розірвано в листопаді 2008 року з особистих причин. Відтоді грала за «HSG Albstadt» у регіональній лізі.
Грала в складі Жіночої збірної України з гандболу, провела 163 міжнародні матчі. У 2000 році разом зі своєю командою стала віце-чемпіонкою Європи.